# Чад на Светском првенству у атлетици на отвореном 2013.
Чад је учествовао на Светском првенству у атлетици на отвореном 2013. одржаном у Москви од 10. до 18. августа дванаести пут. Репрезентацију Чада  представљао је један атлетичар који се такмичио у трци на 5.000 метара.,
На овом првенству Чад није освојио ниједну медаљу, нити је постигнут неки рекорд.

## Резултати

### Мушкарци
| Атлетичар           | Дисциплина | Лични рекорд | Квалификације  | Квалификације  | Полуфинале     | Полуфинале     | Финале         | Финале         | Детаљи |
| Атлетичар           | Дисциплина | Лични рекорд | Резултат       | Место          | Резултат       | Место          | Резултат       | Место          | Детаљи |
| ------------------- | ---------- | ------------ | -------------- | -------------- | -------------- | -------------- | -------------- | -------------- | ------ |
| Абдулаје Абделкарим | 5.000 м    | 14:16,60 НР  | Није стартовао | Није стартовао | Није стартовао | Није стартовао | Није стартовао | Није стартовао |        |